# Ana José Nacho
Ana|José|Nacho es un álbum recopilatorio que contiene las músicas de 1982 a 1991 y material inédito de la banda de pop Mecano, lanzado el 23 de marzo de 1998 por Sony BMG. Este álbum vendió más de 300 000 ejemplares en sus primeras 24 horas de lanzamiento. En total, vendió más de 500 000 copias solo en España.

## Edición española

### Nuevas canciones
En la edición española del disco se incluyen ocho canciones nuevas, seis de las cuales fueron descartadas del trabajo anterior del grupo, el álbum Aidalai; las otras dos son una nueva versión de su éxito Aire y el tema El club de los humildes, escrito por Nacho Cano especialmente para este álbum y en el que habla sobre las sensaciones que le provocaba la vuelta del grupo.
Las otras seis canciones "nuevas" son Cuerpo y corazón, sobre el mundo de la prostitución; Otro muerto, que permite diversas interpretaciones alrededor del tema de la muerte y el terrorismo; Stereosexual, una divertida historia en torno a las dudas de un hombre sobre su orientación sexual que fue censurada en algunos países de Latinoamérica; El mundo futuro, que expone la preocupación por una vida y unos sentimientos cada vez más artificiales y superficiales; Esto no es una canción, una trágica historia sobre cómo la adicción a las drogas va destrozando la vida de un hombre; y Los piratas del amor, sobre las vivencias de unos hombres promiscuos e infieles.

### Grabación
Los temas nuevos de José María Cano, Otro muerto, Stereosexual y Esto no es una canción, fueron grabados en los CTS STUDIOS de Londres y en los Red Led, Eurosonic y Cinearte de Madrid, con los ingenieros de grabación y mezclas Toby Wood, Oscar Clavel, Guillermo Quero, Alberto Pinto, José Peña y Antonio Olariaga, y posteriormente masterizados en Metrópolis por Ian Cooper. Los arreglos son de José María Cano con Miguel Ángel Collado (Stereosexual) y Manel Santiesteban y David Revuelto (Esto no es una canción, Otro muerto y la nueva versión de Aire). Además, David Revuelto toca el piano en Otro muerto.
En la grabación de estas canciones participaron Gavyn Wright, Peter Lale, Philip Dukes, Anthony Pleeth, Graham Preskett, Andy Pask, Neil Wilkinson, London Community Choir, Joan Albert Amargós, Manel Santiesteban, Miguel Collado, Toni Carmona y Helen de Quiroga. José María Cano agradece en el libreto a Eduardo Bautista "por su inagotable apoyo".
En cuanto a los temas de Nacho Cano, el propio autor se ocupó de los teclados, programación, percusión, guitarras y voz, con la participación de los músicos David Elorriaga (bajo en Cuerpo y corazón y El mundo futuro) y Marcelo Novati (batería en El mundo futuro). Los arreglos de cuerda son de Jason Hart y en el tema Los piratas del amor interviene el coro de niños "Grupo Folclórico del Valle" y los barítonos Isidro Anaya y Miguel Ángel Viñe.
Estos temas fueron grabados y mezclados en Belsize Park y CTS (Londres) por el ingeniero Gugu Martínez y mezclados por Nacho Cano, Gugu Martínez y Rick Kerr.
El diseño del álbum corrió a cargo de Ian Ross, de BSS Londres. La fotografía es de David Scheinmann. Como dato anecdótico se puede contar que en el cedé viene incluida la letra de la maqueta del tema Esto no es una canción, sobre el fondo oscuro del libreto, en color negro, a diferencia del resto de los textos, que están en blanco y amarillo. Esto hace que la letra, ligeramente distinta a la de la versión del tema incluida en el álbum, sea difícil de ver.
En el interior del libreto, Ana Torroja muestra sus agradecimientos: "Gracias a NACHO y a JOSÉ por su mundo de canciones mágicas. A JORGE por enseñarme lo que hoy sé y lo que todavía me queda por aprender. A ARIOLA y a ROSA por su paciencia. Y a todos los que estáis ahí, gracias por mantener viva la ilusión y la esperanza. Nos encanta formar parte de vuestras vidas y que vosotros forméis parte de la nuestra". El grupo también muestra su agradecimiento: "Gracias a nuestro público. A los que crecieron con nosotros y a sus hermanos pequeños, por mantener vivo el sueño de MECANO. A todos en ARIOLA. Los viejos y los nuevos. A ROSA y a todas las personas que nos han recordado en todos estos años lo bonito que es hacer canciones los tres juntos. Gracias a la inspiración por estar de nuestro lado. Y a la vida por dejarnos hacerlo otra vez".

### Temas
CD 1:
1. Cuerpo y corazón * (Nacho Cano) 3:39
2. Otro muerto * (José María Cano) 3:21
3. El club de los humildes * (Nacho Cano) 3:40
4. Aire (nueva versión) * (José María Cano) 5:28
5. Un año más (Nacho Cano) 4:32
6. Naturaleza muerta (José María Cano) 5:05
7. Hoy no me puedo levantar (Letra: José María Cano / Música: Nacho Cano) 3:18
8. «Eungenio» Salvador Dalí (José María Cano) 5:28
9. El 7 de septiembre (Nacho Cano) 5:03
10. Me cuesta tanto olvidarte (José María Cano) 2:56
11. La fuerza del destino (Nacho Cano) 5:12
12. No es serio este cementerio (José María Cano) 4:36
13. Hermano Sol, hermana Luna (Nacho Cano) 3:33
14. Una rosa es una rosa (José María Cano) 4:53
15. Maquillaje (Nacho Cano) 2:31
16. Hijo de la Luna (José María Cano) 4:20

CD 2:
1. Stereosexual * (José María Cano) 3:45
2. El mundo futuro * (Nacho Cano) 5:35
3. Esto no es una canción * (José María Cano) 4:36
4. Los piratas del amor * (Nacho Cano) 5:08
5. El uno, el dos, el tres (José María Cano) 4:43
6. Barco a Venus [versión en directo, Frontón de Segovia, 1984] (Nacho Cano) 4:44
7. Cruz de Navajas (José María Cano) 5:04
8. Ay qué pesado (Nacho Cano) 3:59
9. No hay marcha en Nueva York (José María Cano) 4:18
10. Perdido en mi habitación (Nacho Cano) 3:46
11. Hawaii-Bombay (José María Cano) 4:11
12. Dalai Lama (Nacho Cano) 5:33
13. Mujer contra mujer (José María Cano) 4:07
14. Me colé en una fiesta (Nacho Cano) 4:16

*: Canciones "nuevas"
Aclaratoria: La canción "Aire" (nueva versión), no es una versión nueva en el estricto sentido de la palabra (versión en Estudio) se trata más bien del audio del video en donde Mecano interpreta esta canción en directo durante la gira de conciertos correspondiente al álbum "Aidalai" y viene publicada originalmente en el DVD: "Mecano en directo", el cual recoge parte de lo que fue el Tour Aidalai, 1991-92.

## Edición francesa
La edición francesa del recopilatorio, de un solo disco, fue publicada simultáneamente con la española. Incluye las seis canciones nuevas en español, la versión en francés de tres de ellas y una recopilación de canciones de anteriores discos cantadas en francés.
Las tres canciones nuevas en francés son Le club des modestes (El club de los humildes), Corps et cœur (Cuerpo y corazón) y Frère Soleil, sœur Lune (Hermano Sol, hermana Luna). Encore un mort (Otro muerto) no fue incluida debido a un descuido de última hora del compositor, pero fue grabada y publicada como cara b en un sencillo. Los temas se grabaron en Londres y en un principio, según contó Ana Torroja en una entrevista radiofónica, se pensó también hacer versiones de Hawaii-Bombay y Me cuesta tanto olvidarte, aunque finalmente no llegaron a grabarse.

### Temas
1. Une femme avec une femme (Mujer contra mujer) (José María Cano) 4:05
2. Dis-moi lune d'argent (Hijo de la Luna) (José María Cano) 4:20
3. Dalai Lama (Nacho Cano) 5:29
4. No hay marcha en Nueva York (José María Cano) 4:00
5. Le club des modestes (El club de los humildes) (Nacho Cano) 3:38
6. Otro muerto (José María Cano) 3:19
7. Toi (Tú) (José María Cano) 4:10
8. Une histoire à trois (El uno, el dos, el tres) (José María Cano) 4:41
9. Corps et Cœur (Cuerpo y corazón) (Nacho Cano) 4:02
10. Le 7 septembre (El 7 de septiembre) (Nacho Cano) 5:02
11. Stereosexual (José María Cano) 4:43
12. Esto no es una canción (José María Cano) 4:32
13. El mundo futuro (Nacho Cano) 5:33
14. Los piratas del amor (Nacho Cano) 5:03
15. El blues del esclavo (versión tango) (José María Cano) 4:36
16. Frère Soleil, Sœur Lune (Hermano Sol, hermana Luna) (Nacho Cano) 5:33
17. Aire (nouvelle version) (José María Cano) 5:31

### Sencillos
- El club de los humildes (25 de febrero de 1998)
- Stereosexual (29 de mayo de 1998)
- Cuerpo y corazón (14 de septiembre de 1998)
- Otro muerto (2 de noviembre de 1998)
- Canción de los piratas (8 de noviembre de 1998) (Sencillo promocional para Disney)
- El mundo futuro (9 de noviembre de 1998) (Sencillo Promocional)